# Grand Prix SAR La Princesse Lalla Meryem 2023
Grand Prix SAR La Princesse Lalla Meryem 2023 là một giải quần vợt nữ chuyên nghiệp thi đấu trên mặt sân đất nện. Đây là lần thứ 21 giải đấu được tổ chức và là một phần của WTA 250 trong WTA Tour 2023. Giải đấu diễn ra ở Rabat, Morocco, từ ngày 21 đến ngày 27 tháng 5 năm 2023.

## Nội dung đơn

### Hạt giống
| Quốc gia | Tay vợt           | Xếp hạng1 | Hạt giống |
| -------- | ----------------- | --------- | --------- |
| ITA      | Martina Trevisan  | 18        | 1         |
| USA      | Sloane Stephens   | 36        | 2         |
| EGY      | Mayar Sherif      | 43        | 3         |
| USA      | Alycia Parks      | 49        | 4         |
| CAN      | Leylah Fernandez  | 50        | 5         |
| KAZ      | Yulia Putintseva  | 51        | 6         |
| CZE      | Linda Fruhvirtová | 55        | 7         |
| GER      | Tatjana Maria     | 63        | 8         |

- Bảng xếp hạng vào ngày 8 tháng 5 năm 2023.

### Vận động viên khác
Đặc cách:
- Malak El Allami
- Aya El Aouni
- Vera Zvonareva

Vượt qua vòng loại:
- Tímea Babos
- Jana Fett
- Tatiana Prozorova
- Anastasia Tikhonova

Thua cuộc may mắn:
- Ángela Fita Boluda

### Rút lui
- Anna Bondár → thay thế bởi  Sada Nahimana
- Elisabetta Cocciaretto → thay thế bởi  Léolia Jeanjean
- Sara Errani → thay thế bởi  Julia Riera
- Rebecca Marino → thay thế bởi  Kristina Mladenovic
- Alison Riske-Amritraj → thay thế bởi  Gabriela Lee
- Maria Sakkari → thay thế bởi  Julia Grabher
- Sara Sorribes Tormo → thay thế bởi  Ángela Fita Boluda
- Ajla Tomljanović → thay thế bởi  Lucia Bronzetti

## Nội dung đôi

### Hạt giống
| Quốc gia | Tay vợt          | Quốc gia | Tay vợt         | Xếp hạng1 | Hạt giống |
| -------- | ---------------- | -------- | --------------- | --------- | --------- |
| JPN      | Miyu Kato        | INA      | Aldila Sutjiadi | 64        | 1         |
| ROU      | Monica Niculescu | JPN      | Makoto Ninomiya | 83        | 2         |
| HUN      | Tímea Babos      | KAZ      | Anna Danilina   | 97        | 3         |
| NOR      | Ulrikke Eikeri   | JPN      | Eri Hozumi      | 110       | 4         |

- 1 Bảng xếp hạng vào ngày 8 tháng 5 năm 2023.

### Vận động viên khác
Đặc cách:
- Malak El Allami /  Luca Udvardy
- Aya El Aouni /  Yasmine Kabbaj

Thay thế:
- Eudice Chong /  Francesca Di Lorenzo

### Rút lui
- Nuria Párrizas Díaz /  Ekaterina Yashina → thay thế bởi  Eudice Chong /  Francesca Di Lorenzo

## Nhà vô địch

### Đơn
- Lucia Bronzetti đánh bại  Julia Grabher 6–4, 5–7, 7–5

### Đôi
- Sabrina Santamaria /  Yana Sizikova đánh bại  Ingrid Gamarra Martins /  Lidziya Marozava 3–6, 6–1, [10–8]